# Emmakerk (Soest)
De Emmakerk is een kerkgebouw aan het Park Vredehof 2 in Soest-Noord in de provincie Utrecht. 
De protestante wijkgemeente behoort sinds 1995 tot de SoW-gemeente. De kerk werd eerst samen met de Julianakerk aan de Julianalaan gebruikt. Toen de Julianakerk in 1991 werd verkocht, werden aan de Regentesselaan bijgebouwen en nevenruimten gebouwd. De catechesatiekamer werd later verbouwd tot consistorie.
De Emmakerk werd in zakelijk expressionistische stijl ontworpen door architect P. Beekman en uitgevoerd door aannemer Hornsveld. Het grondplan is in de vorm van een gelijkarmig, Grieks kruis. De asymmetrische voorgevel heeft in de topgevels grote driehoekige en ruitvormig gelede glas in lood vensters, waaronder een drietal kleinere soortgelijke vensters. De kleuren van het interieur waren bij de bouw zwart-groen. Het huidige klokkenspel uit 1976 werd ontworpen door J. Valk.

## Geschiedenis
In 1922 was een motie van dominee Foeken een motie aangenomen om in het westelijke deel van Soest een tweede kerk van de hervormde kerk te stichten 'In de Nieuwerhoek' te Soestdijk. Tot 1930 werd nog gepreekt in de Rembrandtkerk. 
De kerk werd rond 1930 gebouwd aan de Regentesselaan, de koningin moeder verleende toestemming om de kerk naar haar te noemen. Koningin Emma was aanwezig bij de eerste dienst op 16 september 1931. Voorganger daarbij was dominee Groeneveld. Zij zou regelmatig kerken in de Emmakerk, soms in aanwezigheid van koningin Wilhelmina. (Ook prins Bernhard en koningin Juliana kerkten er soms, er was voor hen een koninklijke kerkbank). 
De grond behoorde tot het landgoed Vredehof en werd aan de kerkvoogdij van de Nederlandse hervormde gemeente van Soest geschonken door de douairière Lothe van Doelen Grothe van Weede. Zij woonde op Klein Vredehof, op de hoek van de Regentesselaan en Vredehofstraat. Bijzondere voorwaarden hierbij waren dat de grond nooit aan een rooms-katholieke instelling mocht vervallen en dat er geen klokken in de kerk mochten komen. De schenkster woonde namelijk vlak bij Mariënburg, waardoor zij vaak gestoord werd door het roomse klokgelui. Haar aversie tegen het katholieke geloof ging zelfs zo ver dat zij niet bij het huwelijk van haat zoon was toen die met een katholiek meisje trouwde. Toen mevrouw Loten van Doelen Grothe in 1935 stierf liet ze haar huis Klein Vredehof na aan de hervormde gemeente. Dit huis werd vervolgens als pastorie gebruikt. De huidige pastorie staat aan de Regentesselaan.

## Orgel
Het orgel uit 1933 werd gebouwd door de Firma J. de Koff uit Utrecht en in 2002 gerestaureerd door de firma Kaat en Tijhuis Orgelbouw uit Kampen.